# 杨家溪村
杨家溪村，是福建省霞浦縣牙城鎮下轄的一個行政村，地處太姥山山區，瀕臨七都溪。相传是北宋名将杨文广在此平定南蛮十八洞之一以后，在此地留下了杨家将士驻守而得名。其川景幽美，是当地太姥山名胜区里“山、海、川”三大主要景区之一。

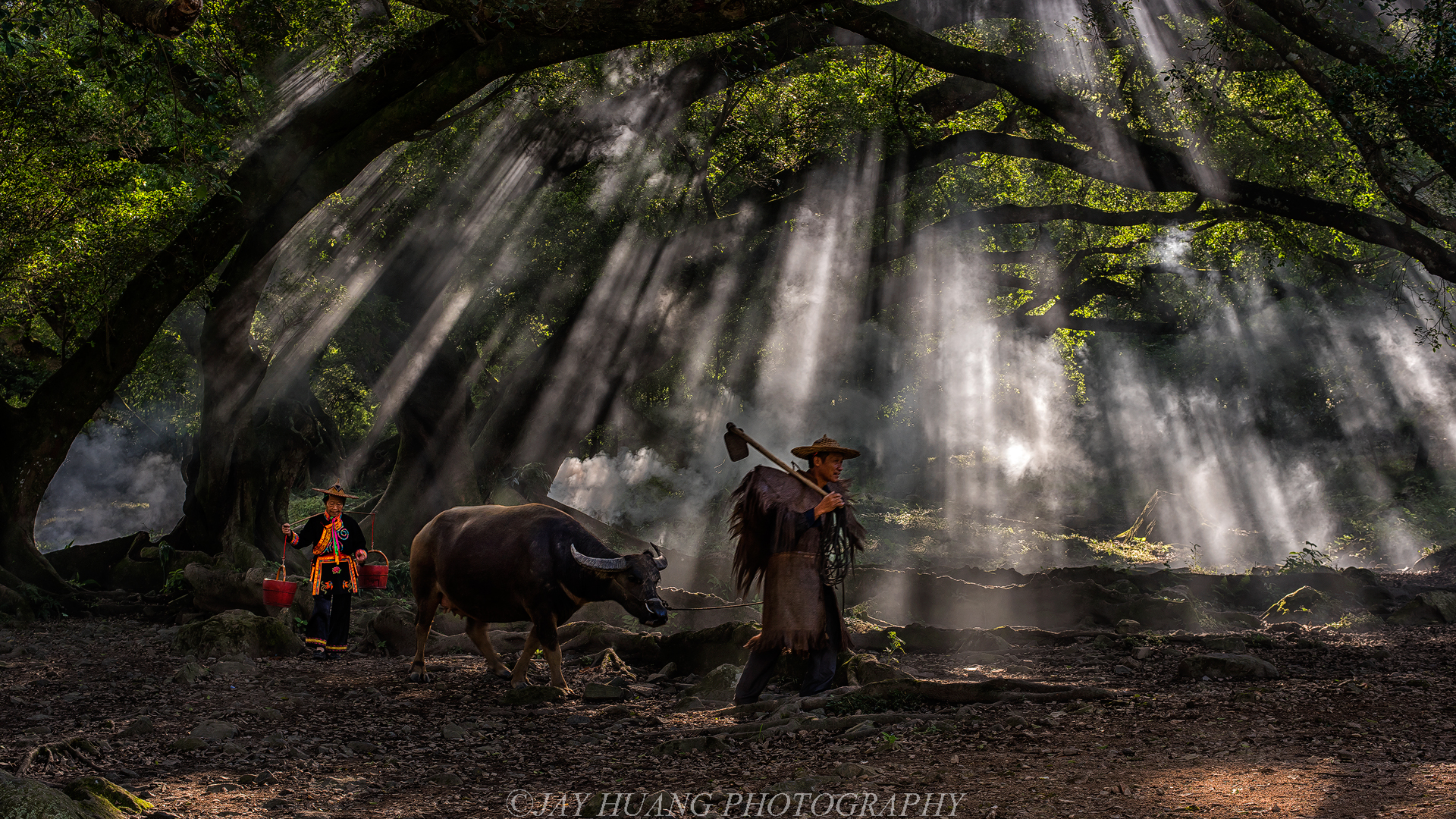
杨家溪榕枫公园景区